# Voices Carry (альбом)
| Оценки критиков | Оценки критиков |
| Источник        | Оценка          |
| --------------- | --------------- |
| AllMusic        | [ 1 ]           |
| Роберт Кристгау | B−              |

Voices Carry — первый студийный альбом американской группы 'Til Tuesday, выпущенный в 1985 году на лейбле Epic Records.
Дебютный сингл группы и заглавная композиция «Voices Carry» добралась до восьмой позиции хит-парада Billboard и стала самой узнаваемой песней группы. Музыкальный клип на песню «Voices Carry» получил награду MTV Video Music Award за лучшее видео дебютанта и широко транслировался на телеканале MTV. Второй и третий синглы с альбома — «Love in a Vacuum» и «Looking over My Shoulder», последний из них добрался до 61-й позиции хит-парада Billboard Hot 100.

## Список композиций
Все тексты песен написаны Эйми Манн, музыка 'Til Tuesday
| №   | Название                   | Длительность |
| --- | -------------------------- | ------------ |
| 1.  | «Love in a Vacuum»         | 3:34         |
| 2.  | «Looking Over My Shoulder» | 4:15         |
| 3.  | «I Could Get Used to This» | 3:02         |
| 4.  | «No More Crying»           | 4:18         |
| 5.  | «Voices Carry»             | 4:20         |
| 6.  | «Winning the War»          | 4:03         |
| 7.  | «You Know the Rest»        | 4:26         |
| 8.  | «Maybe Monday»             | 3:40         |
| 9.  | «Are You Serious?»         | 3:15         |
| 10. | «Don’t Watch Me Bleed»     | 3:26         |
| 11. | «Sleep»                    | 3:40         |

## Участники записи
- Эйми Манн — вокал и бас
- Роберт Холмс — гитары и подпевка
- Джоуи Песе — пианино, синтезаторы и подпевка
- Майкл Хаусман — ударные и перкуссия

## Хит-парады
Альбом — Billboard
| Год  | Хит-парад     | Позиция |
| ---- | ------------- | ------- |
| 1985 | Billboard 200 | 19      |

Синглы — Billboard
| Год  | Сингл                      | Хит-парад         | Позиция |
| ---- | -------------------------- | ----------------- | ------- |
| 1985 | «Voices Carry»             | Billboard Hot 100 | 8       |
| 1985 | «Voices Carry»             | Top Rock Tracks   | 14      |
| 1985 | «Looking Over My Shoulder» | Billboard Hot 100 | 61      |

## Сертификации
| Регион | Сертификация | Продажи  |
| --- | ------------ | -------- |
| Канада (Music Canada) | Золотой      | 50 000^  |
| США (RIAA) | Золотой      | 500 000^ |
| * Данные о продажах приведены только на основе сертификации. ^ Данные о тиражах приведены только на основе сертификации. |              |          |